# Lobocheilos rhabdoura
Lobocheilos rhabdoura és una espècie de peix cipriniforme de la família dels ciprínids.

## Morfologia
Els mascles poden assolir els 22 cm de longitud total.

## Distribució geogràfica
Es troba a la Tailàndia peninsular i a les conques dels rius Chao Phraya, Meklong i Mekong.